# Нейгейзюм
Нейгейзюм (нід. Nijhuizum) — село в нідерландській провінції Фрисландія. Входить до муніципалітету Південно-Західна Фрисландія.
Його площа становить 5,03км², а населення станом на 2021 рік складало 55 осіб.
Перша згадка про населений пункт датується 1449 роком.

## Галерея

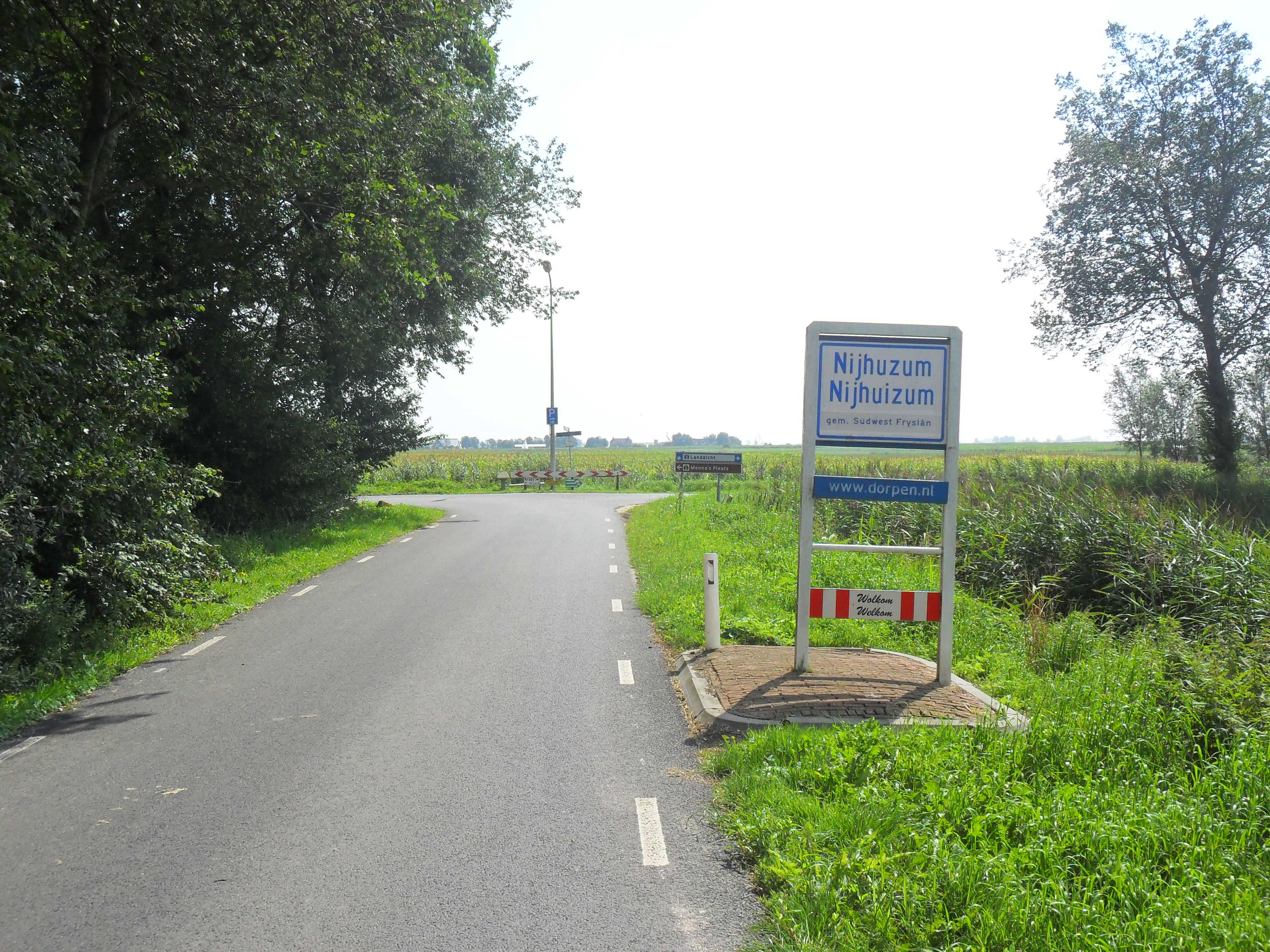
В'їзд до села
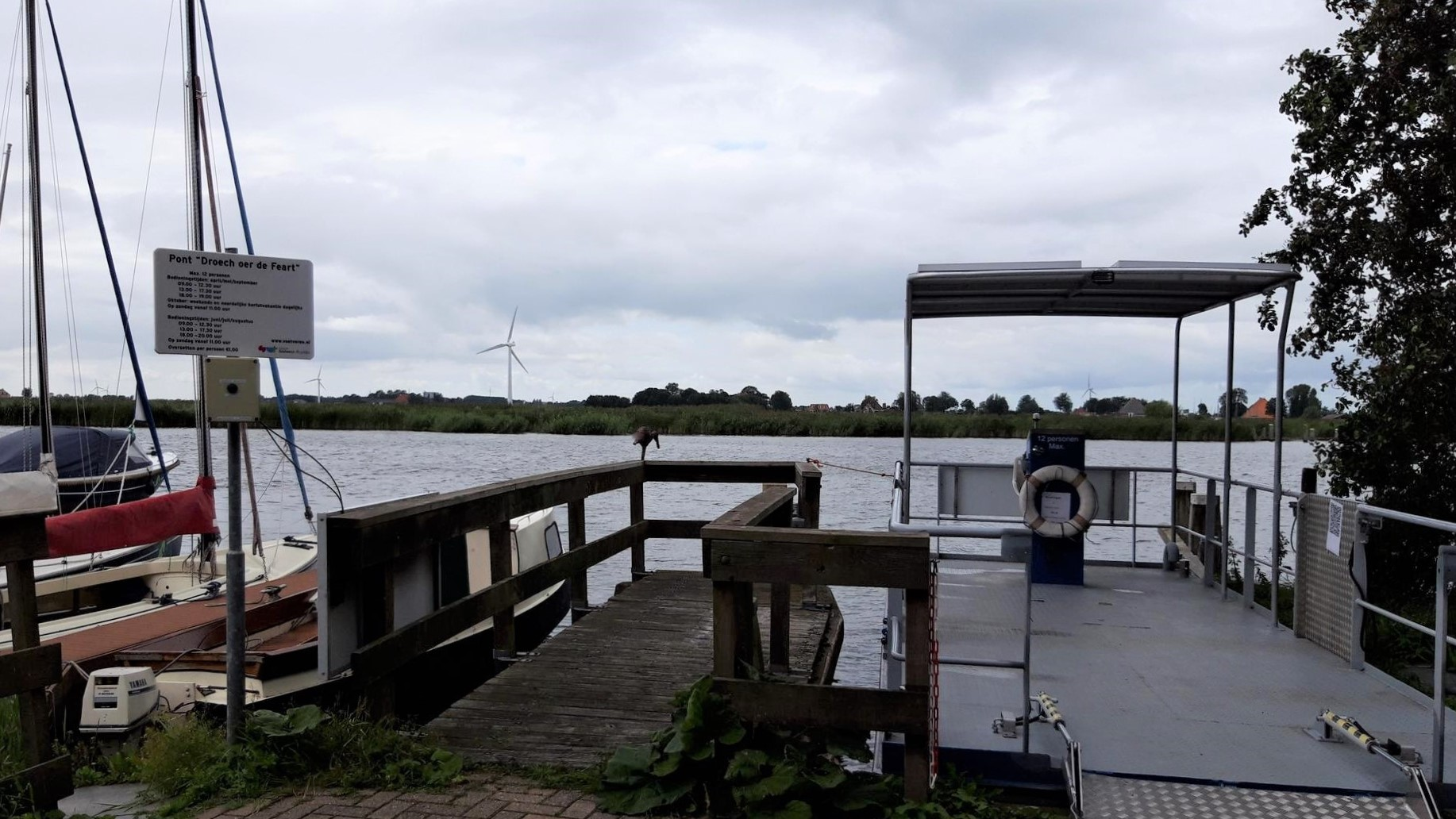
Паром до Гастмера